# Сатурн в противофазе
Сатурн в противофазе (итал. Saturno contro) — итальянский фильм 2007 года режиссёра Ферзана Озпетека.

## Сюжет
Группа очень близких друзей живет в Риме и справляется с внезапной смертью одного из своих членов. Оригинальной группой, которой были вместе в течение многих лет, являются две прямые пары — Антонио и Анжелика, Роберто и Невал; гей-пара в настоящее время разделены, Серхио и Давиде, успешный Автор. Относительно новыми дополнениями к группе являются нынешний любовник Дэвида Лоренцо и друг Лоренцо Роберта. В начале фильма в группу добавляется последний участник: Паоло, начинающий писатель, знакомый Лоренцо и Роберты.
Хотя члены группы любят друг друга и проводят много времени вместе, есть напряжённость, как внутри группы, так и внутри трёх пар, которые составляют группу. Антонио и Анжелика, кажется, идеальная пара, но их двое маленьких детей неблагополучны, и у Антонио был секретный роман с Лаурой, замужней женщиной с детьми-подростками. Роберто чувствует себя аутсайдером, потому что, хотя Невал является основным членом группы, он не является. И хотя Дэвид и Лоренцо выглядят как воплощение красивой, богатой гей-пары, вступление Паоло в группу возбуждает скрытые течения конкуренции и неверности, которые начинают испытывать отношения.
Во время званого обеда в квартире Дэвида Лоренцо без предупреждения страдает аневризмой и впадает в кому, от которой не оправляется. Его друзья глубоко потрясены его смертью; проблемы, которые до этого были скрыты, начинают появляться и угрожать уничтожить группу; и Давид почти совершает самоубийство. Все они в конце соберутся на отступление Дэвида в горах с видом на море и примирятся друг с другом и смертью Лоренцо.

## В ролях
- Стефано Аккорси — Антонио Понтесилли
- Маргерита Буй — Анжелика Понтесилли
- Пьерфранческо Фавино — Давиде
- Эннио Фантастикини — Серджо
- Амбра Анджолини — Роберта
- Лука Арждентеро — Лоренцо Маркетти
- Филиппо Тини — Роберто
- Микельанджело Томмазо — Паоло